# Gare d’Auboué
Gare d’Auboué vasútállomás Franciaországban, Auboué településen.

## Vasútvonalak
Az állomást az alábbi vasútvonalak érintik:
- Saint-Hilaire-au-Temple-Hagondange-vasútvonal

## Kapcsolódó állomások
A vasútállomáshoz az alábbi állomások vannak a legközelebb:
- Gare de Valleroy - Moineville
- Gare d’Homécourt